# Енько, Александр
Александр Енько (род. 17 августа 1972) — молдавский легкоатлет, специалист по барьерному бегу. Выступал на профессиональном в 1990-х годах, победитель и призёр ряда крупных международных стартов, действующий рекордсмен Молдавии в беге на 110 метров с барьерами и 60 метров с барьерами в помещении, участник чемпионата мира в Гётеборге.

## Биография
Александр Енько родился 17 августа 1972 года. Занимался лёгкой атлетикой в Кишинёве, представлял Молдавскую ССР и всесоюзное физкультурно-спортивное общество «Динамо».
Впервые заявил о себе на международном уровне в сезоне 1994 года, когда вошёл в состав молдавской сборной и выступил в беге на 60 метров с барьерами на чемпионате Европы в помещении в Париже.
В 1995 году на международном старте в Софии превзошёл всех соперников в 60-метровом беге, установив при этом ныне действующий рекорд Молдавии — 7,84. Позднее в той же дисциплине стартовал на чемпионате мира в помещении в Барселоне, в финал не вышел. В 110-метровом барьерном беге победил на чемпионате Белоруссии в Гомеле, показанный здесь результат 13,58 до настоящего времени считается национальным рекордом. Благодаря череде успешных выступлений Енько удостоился права защищать честь страны на чемпионате мира в Гётеборге — в ходе предварительного квалификационного этапа 110 метров с барьерами показал время 13,97, чего оказалось недостаточно для выхода в четвертьфинальную стадию соревнований.
В 1996 году бежал 60 метров с барьерами на чемпионате Европы в помещении в Стокгольме, одержал победу в беге на 110 метров с барьерами на чемпионате Молдавии в Кишинёве, участвовал во Второй лиге Кубка Европы в Таллине.
В 1999 году отметился выступлением на чемпионате Балкан в Стамбуле, в программе бега на 110 метров с барьерами занял итоговое четвёртое место.